# Antoinette Louw
Antoinette Louw (Pretoria, 9 de mayo de 1975) es una actriz sudafricana de cine, teatro y televisión.

## Biografía

### Familia y periodo formativo
Antoinette Louw nació en Pretoria en 1975, hija de Dap y Anet Louw, ambos profesores de psicología que han escrito manuales de psicología para las universidades sudafricanas. Criada en Potchefstroom, Vanderbijlpark y Bloemfontein, Antoinette asistió a la escuela en los Estados Unidos de América, donde su padre hizo investigaciones y enseñó en varias universidades. En 1991 la familia se trasladó a Bloemfontein y Antoinette se matriculó en 1993 en el Sentraal Hoërskool. Estudió arte dramático en la Universidad del Estado Libre (UOFS), graduándose en 1996.

### Carrera
Regresó a Sudáfrica después de pasar unos meses en Londres y estudió actuación de cine en la Escuela Sudafricana de Cine y Artes Dramáticas (AFDA) bajo la dirección del galardonado dramaturgo Deon Opperman. Allí consiguió el papel principal en el cortometraje Skidmarks. Fue premiada tanto por la AFDA como por la cadena M-Net como mejor actriz por su papel como Stacey, una frustrada reina de belleza.
Radicada en Johannesburgo, consiguió el papel de Inge van Schalkwyk en el popular seriado 7de Laan, permaneciendo en el elenco durante dos años. En 2012, mientras participaba en una obra de teatro junto a la ícono sudafricana Sandra Prinsloo, el novelista y cineasta Deon Meyer le ofreció el papel principal en su película Die Laaste Tango, desempeño que la llevó a ganar un Premio SAFTA por su interpretación de la fotógrafa afectada por el cáncer Ella Winter. Muchos otros papeles en cine y televisión le siguieron, incluyendo 'n Man Soos My Pa (2015), Foto (2015), Nul Is Nie Niks Nie (2017), Voor Ek Val (2017), Swartwater (2017-2018), Sew the Winter to My Skin (2018) y Children of the Storm (2019).
En 2016 consiguió su primer papel protagonista en una película internacional, An Act of Defiance: the Story of Bram Fischer, dirigida por el reconocido cineasta holandés Jean van de Velde. Por su interpretación de Molly Fischer obtuvo el premio a la mejor actriz en el Festival Internacional de Cine de Ciudad del Cabo en 2017.

## Filmografía parcial

### Cine y televisión
- 2020 - The Fragile King
- 2020 - Arendsvlei
- 2020 - Projek Dina
- 2019 - Children of the Storm
- 2019 - The Story of Racheltjie De Beer
- 2019 - Sussie
- 2018 - Break In Proof of Concept
- 2018 - Spoorloos
- 2018 - Sew the Winter to My Skin
- 2018 - Axis Mundi
- 2017 - Swartwater
- 2017 - Voor ek val
- 2017 - Nul is nie niks nie
- 2017 - Bram Fischer
- 2015 - Soft Landings
- 2015 - Foto
- 2015 - 'n Man Soos My Pa
- 2015 - Black Sails
- 2015 - Chip
- 2014 - Binnelanders
- 2014 - Totsiens, Pa
- 2014 - Pandjieswinkelstories
- 2013 - Die Laaste Tango
- 2011 - A Million Colours
- 2011 - Winnie
- 2008 - Discreet
- 2000 - 7de Laan